# SETI

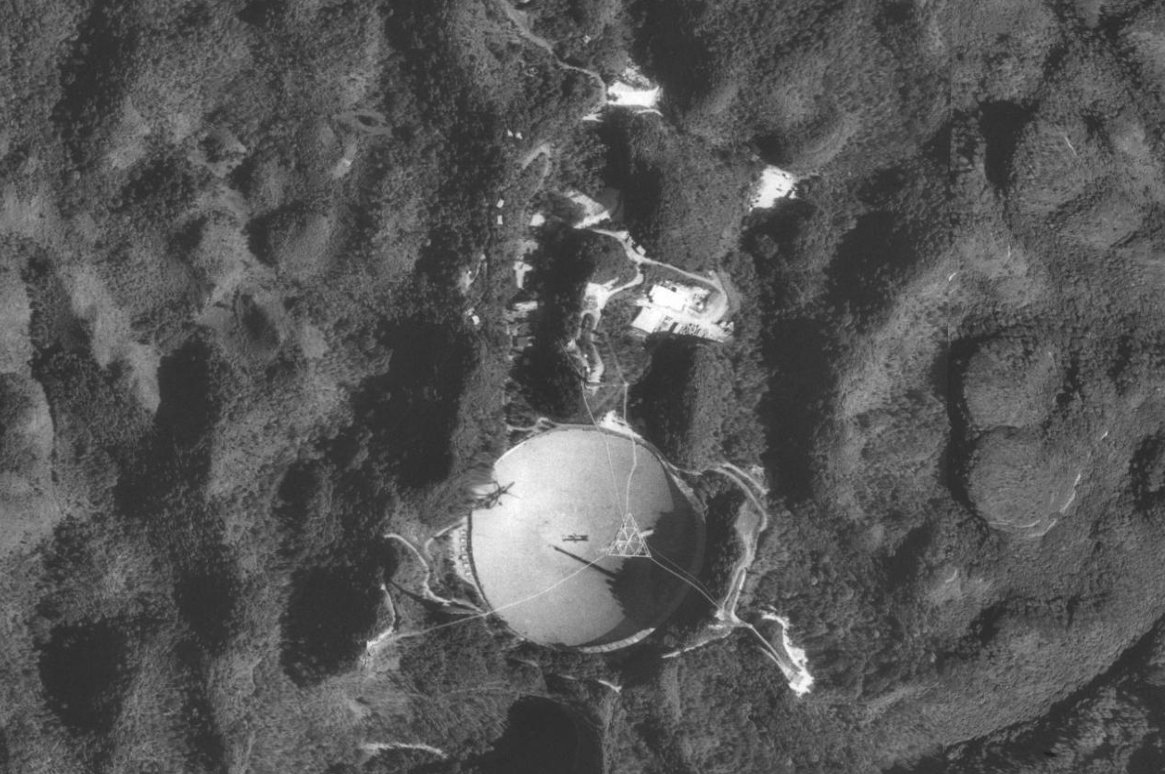
Vista aèria del radiotelescopi d'Arecibo, Puerto Rico, des de 1.300 metres d'altitud

SETI és l'acrònim de Search for Extraterrestrial Intelligence (Cerca d'intel·ligència extraterrestre), un conjunt de programes que exploren el firmament amb l'esperança de trobar senyals de transmissions extraterrestres. L'enfocament general dels projectes SETI és examinar el cel per detectar l'existència de les transmissions d'una civilització en un planeta llunyà -un enfocament àmpliament recolzat per la comunitat científica. Els treballs de recerca han estat principalment finançats per fonts privades.
Hi ha grans reptes en la recerca al cel d'una primera transmissió que podria caracteritzar-se com a intel·ligent, ja que la seva direcció, l'espectre i el mètode de comunicació són tots desconeguts prèviament. Els projectes SETI, necessàriament, han de fer suposicions per reduir les cerques, i per tant, no se n'han portat a terme d'exhaustives, fins ara.
El 22 d'abril del 2011, el projecte és posat "en hibernació" per manca de fons per a mantenir el telescopi d'on s'extreuen les dades per analitzar.

### Els primers treballs
El 1960, l'astrònom Frank Drake va realitzar el primer experiment SETI modern, anomenat "Projecte Ozma", en honor de la reina de la Terra imaginària d'Oz del llibre de fantasia de L. Frank Baum. Drake utilitza el radiotelescopi Green Bank, de 26 metres de diàmetre, per a examinar les estrelles Tau Ceti i Epsilon Eridani, a uns onze anys llum de distància i estrelles de l'edat aproximadament del Sol. La sintonització va ser als 21 cm d'emissió (prop del 1.420 MHz) d'hidrogen fred de l'espai interestel·lar. Un únic receptor de canal de 100 Hz va cercar en 400 kHz d'amplada de banda. La informació s'emmagatzema en la cinta per a l'anàlisi fora de línia. No es va trobar res d'interès.
La primera conferència del SETI va tenir lloc a Green Bank el 1961. Els soviètics van tenir un fort interès en SETI durant les dècades del 1960 i van realitzar un nombre de cerques amb antenes omnidireccionals amb l'esperança de captar senyals de ràdio de gran abast. L'astrònom americà Carl Sagan (molt conegut per la seva sèrie de Televisió "Cosmos") i l'astrònom soviètic Ióssif Xklovski van escriure junts el llibre pioner en aquest camp: La vida intel·ligent a l'univers, que es va publicar el 1966.
El 1971, la NASA va finançar un estudi en el qual participen Drake i Bernard Oliver de Hewlett-Packard Corporation i d'altres. L'informe proposa la construcció d'un gran conjunt de telescopis de ràdio per trobar vida intel·ligent, conegut com a "Projecte Ciclop". El projecte va ser deixat de banda a causa dels costos, però l'informe constitueix la base de molta feina que va seguir a SETI.
El 1974, per celebrar una remodelació de l'observatori d'Arecibo, es va enviar el famós "missatge d'Arecibo" en direcció al cúmul d'estrelles de M13, situat a 25.000 anys llum de la Terra.
El programa SETI va adquirir fama el 15 d'agost del 1977 quan el Dr. Jerry R. Ehman, un voluntari, va ser testimoni d'un sorprenentment senyal fort rebut pel telescopi. Ràpidament, al voltant de la indicació, a la còpia impresa va escriure la paraula "Wow!" al marge. Aquest senyal Wow! és considerat per alguns com el candidat amb més possibilitats de ser artificial i extraterrestre, però no ha estat detectat de nou en diverses exploracions addicionals fetes amb posterioritat.

## Experiments SETI amb ràdio

### El projecte SERENDIP
L'any 1979, la Universitat de Berkeley llança el seu projecte denominat SERENDIP (Search for Extraterrestrial Radio Emissions from Nearby Developed Intelligent Populations). L'any 1986, hi haurà un SERENDIP II, seguit per dues altres campanyes de recerca.

## SETI@home

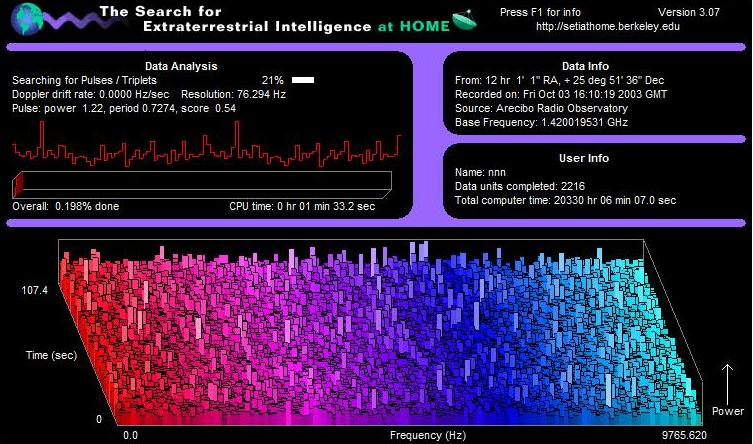
Pantalla del programari SETI@home

SETI@home és un popular projecte col·laboratiu de voluntaris informàtics, que va iniciar la Universitat de Berkeley a Califòrnia el maig del 1999. Els senyals són enregistrats a partir de l'instrument SERENDIP IV. L'anàlisi de les dades es fa mitjançant una xarxa d'ordinadors distribuïts per tot el planeta. Fins avui, no s'ha trobat cap senyal que hagi estat considerat inequívocament produït per una intel·ligència extraterrestre.
SETI@home és el programa utilitzat per a distribuir la feina d'anàlisi de les dades entre milers de voluntaris. El sistema funciona d'aquesta manera: un ordinador, domèstic o que pertanyi a organitzacions adherides al SETI, descarrega del servidor una unitat de feina, una petita part del total, i la processa d'acord amb un programa informàtic proporcionat pel mateix SETI. Després, aquest ordinador envia els resultats de la seva anàlisi a l'organització. Tot es fa per Internet. D'això, se'n diu computació distribuïda.

## Aturada del projecte
El 22 d'abril del 2011, el SETI Institute va enviar una carta a tots els contribuïdors del projecte informant-los que, per manca de recursos, el 
grup de telescopis del qual s'extreuen les dades radioastronòmiques per analitzar, l'Allen Telescope Array (ATA), es posava "en hibernació" a l'espera d'aconseguir fons per a reobrir-lo, cosa que fa que s'aturi tot el projecte SETI.